# 삼성 갤럭시 S4
삼성 갤럭시 S4(Samsung GALAXY S4)는 삼성전자에서 제조/판매하는 안드로이드 스마트폰으로, 갤럭시 S III의 후속제품이다.
2013년 3월 삼성 언팩 에피소드 1에서 발표하여, 2013년 4월 26일에 표준 3G 모델과 표준 LTE (Cat.3) 모델, 표준 듀얼모드 LTE 모델은 2013년 9월, 표준 LTE (Cat.4) 모델은 2013년 10월 23일에 출시했다.

## CPU
3G 및 한국 LTE 모델인 GT-I9500 모델 혹은 SHV-E300모델에는 세계 최초로 big.LITTLE기술이 적용된 CPU가 장착된 AP인 삼성전자 엑시노스 5 옥타 (5410)을 사용하였다. 성능의 코텍스-A15 아키텍처 쿼드 코어와 저전력의 코텍스-A7 아키텍처 쿼드 코어를 선택하여 사용하였다.
그러나 업그레이드로 인커널 스위처 (In Kernel Switcher)와 다른 기종간 다중 처리(Heterogeneous Multi Processing)를 지원하여 상황에 따라 CPU를 1~8개까지 작동시킬 수 있다.(아직 드라이버만 업그레이드되었고, 활성화되지 않았다.)

LTE + 모델 및 한국 LTE-A 모델은 퀄컴 스냅드래곤 800을, 한국 외 LTE 모델은 퀄컴 스냅드래곤 600을 사용한다.

## 화면
풀 HD 슈퍼 AMOLED 디스플레이를 적용하였다.

## 색상/에디션
- 블랙 미스트
- 화이트 프로스트
- 블루 아크틱
- 퍼플 미라지
- 브라운 어텀
- 핑크 트와일라잇
- 골드 브라운
- 골드 핑크
- 크리스탈 에디션 (하얀색 바탕)
- 블랙 에디션/딥 블랙
- 라 플뢰르 에디션 (빨간색 바탕)
- 로즈골드 블랙
- 로즈골드 화이트

## 운영체제/소프트웨어

### 안드로이드 4.2 젤리빈
안드로이드 OS 4.2.2 젤리빈을 탑재하여 출시했다.

#### 특수 기능
- 옵티컬 리더 : 이메일, 웹사이트 주소, 전화 번호, QR 코드 등의 정보를 카메라를 이용해 자동으로 인식하여 번역, 검색, 문자 발송, 이메일, 전화 발신 등을 실행한다.

- 듀얼 카메라 : 앞•뒷면 카메라를 동시에 활용하여 동영상, 사진을 다양하게 촬영한다.

- 듀얼 비디오 콜 : 앞•뒷면 카메라를 동시에 활용하여 화상 통화 시에도 나의 모습과 내가 촬영하는 대상을 한 화면으로 상대방에게 공유한다.

- 드라마 샷 : 빠르게 움직이는 사물의 연속모션을 한 장의 사진으로 합성한다.

- 사운드 앤 샷 : 사진 촬영 당시의 소리(최대 9초)를 사진과 함께 담아 저장한다.

- 스토리 앨범 : 촬영한 사진을 메모, 위치정보, 날씨 등 다양한 내용과 함께 담아 마음에 드는 디지털 앨범으로 만든다. 이렇게 꾸민 디지털 앨범을 온라인으로 주문하여 실물 앨범으로 배송하는 것도 가능하다.

- 스마트 포즈 : 앞면 카메라를 통해 사용자가 동영상 시청 중 시선을 다른 곳으로 옮기는 것을 인식하면 동영상이 멈추고, 다시 화면을 보면 별도의 조작 없이 비디오가 멈춘 구간부터 다시 재생한다.

- 스마트 스크롤 : 인터넷, 이메일 또는 전자책을 볼 때 앞면 카메라를 통해 시선을 먼저 인식한 후 스마트폰의 기울기에 따라 화면을 위아래로 이동한다.

- 스마트 스테이 : 앞면 카메라를 통해 사용자의 눈동자와 얼굴을 인식하여 사용 중일 때에는 디스플레이가 꺼지지 않도록 유지한다.

- 스마트 로테이션 : 중력방향에 의해서 자동회전을 하지 않고 앞면 카메라를 통해 사용자의 얼굴을 인식하여 자동회전여부를 결정한다.

- 에어 제스처 : 센서 위를 통과하는 물체의 진행방향을 측정하여 전화 수신, 음악 선택, 웹페이지 스크롤 등의 기능 제공한다.

- 에어 뷰 : 정전식 디스플레이의 민감도를 활용하여 일정 거리 이내로 손가락 등의 전도체가 접근하면 해당 컨텐츠를 요약 또는 확대하여 정보 제공한다.

- 어댑트 디스플레이 : 센서를 활용하여 주변 조도에 따라 화면 밝기, 선명도 자동으로 조절한다.

- 어댑트 사운드 : 가청 범위를 측정하여 사용자에게 적합한 음성 출력을 제공한다.

- S 헬스 : 장착된 각종 센서와 별도로 판매하는 액세서리를 통해 걸음 수, 온도 및 심박수 등의 정보를 통해 사용자의 건강 상태와 웰빙 정보를 확인한다.

- 그룹 플레이 : 와이파이 다이렉트 프로토콜을 사용하여 동일한 와이파이 환경에서 그룹 플레이에 참여한 단말기의 연결을 통해 하나의 동작을 공유한다.

- 워치온 : 적외선 통신을 이용하여 에어컨(현재는 TV및 주변기기만 제어 가능하다), TV, 셋톱박스, DVD 플레이어 등의 기기 제어한다.

- S 번역기 : 이메일, 문자, 챗온 메시지 등을 송수신 중 바로 번역해 텍스트나 음성으로 번역한다.

- S 보이스 : 기존의 S 보이스보다 성능이 개선되었다.

자동차 안에서 블루투스로 기기에 연결하면 자동으로 운전 모드로 변환되어, 운전 중 통화, 메시지 전송, 메모, 음악 등을 음성만으로 조작한다.

### 안드로이드 4.3 젤리빈
구글 에디션이 2013년 8월 3일, 4.3 젤리빈으로 업그레이드 되었다.
그리고 I9505가 2013년 10월 17일, I9500이 2013년 10월 18일에 4.3 젤리빈으로 업그레이드 되었다.
그외에도 다음 사항이 같이 적용되었다.
- 갤럭시 기어,

갤럭시 기어 ,기어2, 기어2 네오, 기어핏과 반쪽 기능만 연동 지원
- ANT+ 지원 (국내판 E300, E330 모델은 안됨)
- 삼성 월렛, 삼성 녹스 추가
- 독서모드 추가
- UI, 램 관리자, 키보드, 인터넷 브라우저, 카메라 개선
- 디스플레이 색재현력 개선
- NFC 카드 읽기 모드 추가

### 안드로이드 4.4 킷캣
구글 에디션이 2013년 11월 26일 4.4 킷캣으로, 2013년 12월 15일 4.4.2 킷캣으로 업그레이드 되었다.
2014년 2월 20일 I9500 모델, 2014년 2월 24일 I9505 모델, 2014년 6월 중 I9507 모델, 2014년 7월 24일 I9506 모델이 4.4.2 킷캣으로 업그레이드 되었다.

### 안드로이드 5.0 롤리팝
S4 LTE 모델은 러시아, 인도, 프랑스, 영국에서 공식업데이트가 진행, S4 LTE-A모델은 독일, 체코, 슬로바키아, 스웨덴, 그리스에서 업데이트가 진행되었고 한국은 LTE-A모델이 3월 17일에 업데이트가 실시 되었다. 한국 내수용 LTE 모델의 업데이트는 2015년 4월 6일에 5.0.1 롤리팝으로 업데이트되었다.

## 특수액세서리

### S 뷰 커버
기존의 플립 커버 앞면의 상단 일부분을 투명한 재질로 제작하여 화면의 일부분이 보이게 한 커버이다.
자기장 센서가 커버의 개폐유무를 측정하여 커버를 열지 않은 상태로 화면을 킬 때 S 뷰 커버가 보이는 부분의 화면만 켜져 시간 확인, 메시지 확인, 전화받기 등을 할 수 있으며, 또한 커버를 열거나 닫으면 자동으로 화면이 켜지거나 꺼진다

### S 밴드
걸은 거리와 수면상태를 측정하며, 블루투스 통신을 통해 S 헬스 기능과 연동 할 수 있다.

### HRM (Heart Rate Monitor)
심장 박동수치를 측정하며, 블루투스 통신을 통해 S 헬스 기능과 연동 할 수 있다.

### 바디 스케일
몸무게를 측정하며, 블루투스 통신을 통해 S 헬스 기능과 연동 할 수 있다.

## 변형 기종
| 모델 넘버                       | 지역, 이동통신사 (Carrier)         | 특징                                                                                |
| ------------------------------- | ---------------------------------- | ----------------------------------------------------------------------------------- |
| GT-I9515                        |                                    |                                                                                     |
| GT-I9505G                       | 미국                               | 순수 안드로이드운영 체제가 탑재되었다.                                              |
| GT-I9505X                       |                                    |                                                                                     |
| SHV-E300S/K/L                   | 대한민국.SK텔레콤, KT, LG유플러스  | LTE 모델이지만 엑시노스 AP가 탑재, 지상파 DMB                                       |
| SHV-E330S/K/L                   | 대한민국. SK텔레콤, KT, LG유플러스 | I9506과 사양 동일, 지상파 DMB                                                       |
| SHV-E370K, SHV-E370D (자급제용) | 대한민국. KT                       | I9500보다 성능 하향, 대한민국 KT단독 출시.                                          |
| SHV-E470S                       | 대한민국. SK텔레콤                 | I9506과 사양 동일, IP67등급의 방수, 방진 기능이 탑재, 하드웨어키가 물리적으로 변경. |
| SGH-I337                        | 미국                               |                                                                                     |
| SGH-M919                        | 미국                               |                                                                                     |
| SCH-I545                        | 미국                               |                                                                                     |
| SPH-L720                        | 미국                               |                                                                                     |
| SCH-R970                        | 미국                               |                                                                                     |
| GT-I9502                        | 중국.차이나 유니콤                 | 듀얼심                                                                              |
| GT-I9508                        | 중국.차이나 모바일                 |                                                                                     |
| SCH-I959                        | 중국.차이나 텔레콤                 | 듀얼심                                                                              |
| GT-I9508C                       | 중국.차이나 모바일                 |                                                                                     |
| GT-I9507V                       | 중국                               |                                                                                     |
| GT-I9508V                       | 중국.차이나 모바일                 |                                                                                     |
| SC-04E                          | 일본.NTT 도코모                    |                                                                                     |
| SGH-I337M                       | 캐나다                             |                                                                                     |
| SGH-M919V                       | 캐나다. WIND 모바일                |                                                                                     |

## 사진

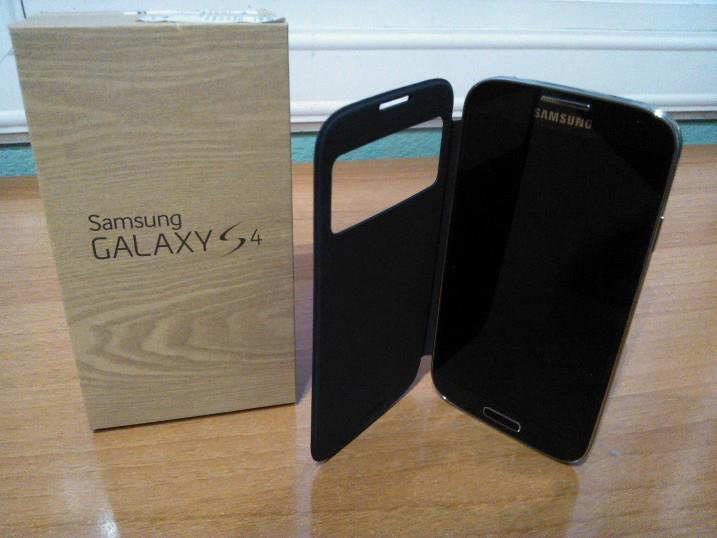
S 뷰 커버가 장착 된 갤럭시 S4 본체와 갤럭시 S4 패키지

## 같이 보기
- 삼성 갤럭시 노트 8.0
- 삼성 갤럭시 노트 3
- 삼성 갤럭시 J
- 삼성 아티브 SE